# Rodolfo De Jonge
Rodolfo De Jonge (ur. 1909, zm. ?) – argentyński piłkarz, grający podczas kariery na pozycji pomocnika. 

## Kariera klubowa
Rodolfo De Jonge piłkarską karierę spędził w San Telmo Buenos Aires w 1929. W 1931 krótko występował w Defensores de Belgrano Buenos Aires, by wkrótce przenieść się do Independiente Avellaneda, w którym grał w latach 1931-1935.

## Kariera reprezentacyjna
W reprezentacji Argentyny De Jonge występował w latach 1931-1935. W reprezentacji zadebiutował 9 lipca 1931 w wygranym 3-1 meczu w Copa Chevallier Boutell z Paragwajem. W 1935 wystąpił w Mistrzostwach Ameryki Południowej, na których Argentyna zajęła drugie miejsce. Na turnieju w Peru wystąpił we wszystkich trzech meczach z Chile (bramka), Peru i Urugwajem, który był jego ostatnim meczem w reprezentacji. 
Ogółem w barwach albicelestes wystąpił w 4 meczach. 
| Mecze i gole w reprezentacji | Mecze i gole w reprezentacji | Mecze i gole w reprezentacji | Mecze i gole w reprezentacji | Mecze i gole w reprezentacji | Mecze i gole w reprezentacji | Mecze i gole w reprezentacji |
| #                            | Data                         | Miasto                       | Przeciwnik                   | Gol                          | Wynik                        | Rozgrywki                    |
| ---------------------------- | ---------------------------- | ---------------------------- | ---------------------------- | ---------------------------- | ---------------------------- | ---------------------------- |
| 1.                           | 09.07.1931                   | Buenos Aires                 | Paragwaj                     |                              | 3:1                          | Copa Chevallier Boutell      |
| N1.                          | 18.09.1931                   | Asunción                     | Paragwaj                     |                              | 1:0                          | towarzyski                   |
| N2.                          | 22.09.1931                   | Asunción                     | Paragwaj                     |                              | 5:1                          | towarzyski                   |
| N3.                          | 25.09.1931                   | Asunción                     | Paragwaj                     |                              | 1:1                          | towarzyski                   |
| 2.                           | 06.01.1935                   | Lima                         | Chile                        |                              | 4:1                          | Copa América                 |
| 3.                           | 20.01.1935                   | Lima                         | Peru                         |                              | 4:1                          | Copa América                 |
| 4.                           | 27.01.1935                   | Lima                         | Urugwaj                      |                              | 0:3                          | Copa América                 |